# Vila Bayer
Vila Bayer se nachází v ulici Krále Jiřího 20, č. p. 1178, v Karlových Varech. Byla postavena jako rodinná vila architekta a stavitele Alfreda Bayera v letech 1908–1909.

## Architekt a stavitel Alfred Bayer
Alfred Bayer se narodil v roce 1859 v Karlových Varech v domě Walter Scott. Po studiích se přestěhoval do Vídně, kde pracoval jako projektant a stavbyvedoucí v ateliéru společnosti Fellner–Helmer. Do rodného města se vrátil natrvalo v roce 1911. Zde projektoval, vedl výstavbu nebo prováděl odborný dozor řady významných staveb. Podle svých plánů si v ulici Eduarda Knolla, dnešní Krále Jiřího, postavil vilu Bayer. Zde 3. března 1916 ve věku 57 let zemřel. Pohřben je na drahovickém hřbitově.

## Historie vily
Na podzim roku 1907 Alfred Bayer se svojí ženou Leopoldinou podali žádost s navrhovanou stavební linií na magistrát. Situační plán byl schválen 12. března 1908 a následně Alfred Bayer vypracoval projekt. Stavba probíhala od roku 1908 a byla dokončena v únoru 1909.
V roce 1912 byl ve všech podlažích přistavěn kuchyňský trakt, neboť prostory, které rodina Bayerova nevyužívala, byly pronajímány lázeňským hostům.
V současnosti (únor 2021) je vila evidovány jako budova s číslem popisným s využitím bytový dům v majetku společenství vlastníků jednotek.

## Popis vily
Rodinná vila byla postavena v tehdejší Eduard Knoll-Strasse, dnes ulice Krále Jiřího 20, č. p. 1178. Jedná se o stavební styl pozdního historismu se secezujícími prvky dekorace. Dominantou stavby jsou dřevěné lodžiové balkony a prolamované štíty.